# Xã Honey Brook, Quận Chester, Pennsylvania
Xã Honey Brook (tiếng Anh: Honey Brook Township) là một xã thuộc quận Chester, tiểu bang Pennsylvania, Hoa Kỳ. Năm 2010, dân số của xã này là 7.647 người.